# Eosentomon bloszyki
Eosentomon bloszyki är en urinsektsart som beskrevs av Andrzej Szeptycki 1985. Eosentomon bloszyki ingår i släktet Eosentomon och familjen trakétrevfotingar. Inga underarter finns listade i Catalogue of Life.